# Galericinae
I Galericini (Galericinae (Pomel, 1848) sono una sottofamiglia della famiglia degli Erinaceidi, comprendente animali detti gimnuri, tra cui il ratto lunare.

## Caratteristiche
Pur appartenendo alla stessa famiglia dei ricci, i gimnuri, che non hanno aculei, più che a loro assomigliano a dei grandi ratti con il muso appuntito. Occhi e orecchie sono ben sviluppati e l'olfatto è eccezionale. 
Grazie ai secreti di apposite ghiandole, possono emettere un forte e caratteristico odore che ha sia la funzione di marcare il territorio sia quella di allontanare i predatori.

## Distribuzione ed ecologia
Tutte le specie vivono nell'Asia sud-orientale.
Si nutrono soprattutto di insetti e vermi, ma la dieta può occasionalmente includere sia piccoli vertebrati (anfibi, rettili e anche roditori) sia frutta e funghi.
L'attività è prevalentemente, ma non esclusivamente, notturna.
Quattro delle otto specie esistenti sono considerate in pericolo (EN), cioè a rischio di estinzione,  dall'IUCN.

## Sistematica interna
La sottofamiglia comprende 8 specie, raggruppate in 5 generi:
- Sottofamiglia Galericinae
  - Genere Echinosorex
    - Echinosorex gymnura – ratto lunare

  - Genere Hylomys
    - Hylomys megalotis – gimnuro dalle grandi orecchie
    - Hylomys parvus – gimnuro nano
    - Hylomys suillus – gimnuro minore

  - Genere Neohylomys
    - Neohylomys hainanensis – gimnuro di Hainan

  - Genere Neotetracus
    - Neotetracus sinensis – gimnuro cinese

  - Genere Podogymnura
    - Podogymnura aureospinula – gimnuro di Dinagat
    - Podogymnura truei – gimnuro di Mindanao

Generi estinti
- Proterix
- Deinogalerix
- Galerix
- Lanthanotherium
- Tetracus